# Estas Tonne
Estas Tonne (ukr. Естас Тонне, ur. 24 kwietnia 1975 w Zaporożu) – ukraiński gitarzysta.
Urodził się jako Stanisław Tonne w Zaporożu w Ukraińskiej SRR. Uczył się w szkole muzycznej, w wieku 15 lat, w momencie rozpadu ZSRR, wyemigrował wraz z rodziną do Izraela. W 2001 przeniósł się do USA (Nowego Jorku). Określa się jako "współczesny trubadur". Gra w stylu wywodzącym się z flamenco i muzyki cygańskiej. Występuje na koncertach, festiwalach ulicznych, konferencjach i warsztatach jogi w Rosji, krajach bałtyckich i innych państwach Europy.

## Dyskografia
- 2002: Black and White World (wraz z Michaelem Shulmanem)
- 2004: Dragon of Delight
- 2008: 13 Songs of Truth
- 2009: Bohemian Skies
- 2011: Place of the Gods
- 2012: Live in Odeon (2011)
- 2012: The Inside Movie
- 2013: Internal Flight (Guitar Version)
- 2013: Internal Flight (Live at Gara Vasara)
- 2014: The Song of the Butterfly (Estas Tonne,Istvan Sky Kék Ég, Pablo Arellano)(singiel)
- 2016: Rebirth of a Thought : Between Fire & Water (singiel)
- 2016: Cosmic Fairytale : Dimensions (singiel)
- 2016: Elemental (Who Am I?!) (Estas Tonne, La Familia Cosmic) (singiel)
- 2016: Cuban Rhapsody (Estas Tonne, Dimitri Artemenko) (singiel)
- 2016: Divine Smile (Estas Tonne, Dimitri Artemenko) (singiel)
- 2016: When Words are Wind (Estas Tonne,Joseph Pepe Danza, Netanel Goldberg,Mitsch Kohn) (singiel)
- 2016: Mother of Souls (Estas Tonne & One Heart Family) (108 min)